# Råneå
Råneå is een stad (tätort) binnen de Zweedse gemeente Luleå. De stad is grotendeels gelegen op de noordoever van de Råneälven; die stroomt even later de Rånefjord, een fjord van de Botnische Golf in. Op de zuidoever ligt de wijk Tolvman. Andere wijken zijn Västiåkern, Våstibyn, Näset, Heden, Hägnheden en Norrabyn. Tot 1968 vormde Råneå met haar omliggende gebieden nog een eigen gemeente, daarna werd die opgenomen in de huidige.
Råneå ligt aan de Europese weg 4, die de stad van noord naar zuid doorkruist en via twee bruggen met het eiland Andholmen de rivier oversteekt.
Bestuurscentrum: Luleå (Tätort)
Tätort: Alvik · Antnäs · Bälinge · Bensbyn · Bergnäset · Brändön · Ersnäs · Gammelstad · Jämtön · Kallax · Karlsvik · Klöverträsk · Måttsund · Persön · Råneå · Rutvik · Södra Sunderbyn
Småort: Ale · Ängesbyn · Avan · Björknäs en Harrviken · Björsbyn · Böle · Börjelslandet · Brännan · Bränslan · Fällträsk · Gäddvik · Hagaviken · Midbyn · Mörön · Niemisel · Norra Gäddvik · Örarna · Reveln · Smedsbyn · Södra Prästholm · Sundom · Vitå
Overig: Alhamn · Skäret · Niemiholm